# NSB 72
NSB 72 차량은 노르웨이 오슬로 지역 통근 열차에 사용되는 전동차이다. 과거 사용하였던 69 차량 대체를 위하여 구매하였다. 2002년부터 차량 반입이 시작되었고, 운영 초기에는 NSB 풀스(Puls) 브랜드를 사용하였다가, 현재는 사용하지 않는다.
총 36편성이 안살도브레다에서 생산되었으며, 디자인은 핀인파리나에서 담당하였다. 한 편성은 총 4량으로 이루어져 있으며, 이 중 가운데 2량은 차장이 탑승하며 일반인/장애인 화장실이 설치되어 있다. 과거 사용한 69에 비해서 큰 창문이 설치되어 있으며, 전자 정보 시스템이 설치되어 있다. 실내 공간은 모든 69 전동차에 비해서 넓다.
첫 차량 제작은 1999년에 시작하였으며, 2002년 이탈리아에서 선적되어 드람멘 항을 통해 반입되었다. 2002년 11월부터 얘렌 선에서 시운전을 하였다. 마지막 편성은 2006년 3월 27일 반입되었다.